# Tiendblok
Vaak rustte de last van tienden op een aantal bijeengelegen percelen grond, een tiendblok.
Het tiendrecht op het blok behoorde aan één eigenaar. Na verkoop bleef het blok soms eeuwenlang de naam van een oude eigenaar dragen.